# Бхавнагар (окръг)
Бхавнагар е окръг в щата Гуджарат, Индия с площ от 11 155 км2 и население 2 469 630 души (2001). Главен град е Бхавнагар.

## Административно деление
Окръга е разделен на 11 талука.

## Население
Населението на окръга през 2001 година е 2 469 630 души, около 66,20 % от населението е неграмотно.

### Религия
(2001)
- 2 264 062 – индуисти
- 172 740 – мюсюлмани
- 28 921 – джайнисти